# Un caso per due
Un caso per due (Ein Fall für zwei) è una serie poliziesca prodotta e ambientata a Francoforte sul Meno e Wiesbaden, in Germania. È andata in onda ininterrottamente dal 1981 al 2013 sul secondo canale della televisione di stato tedesca ZDF. In Italia è stata trasmessa da Rai 2, dove ha debuttato nell'estate del 1986, cinque anni dopo l'esordio in patria. Dal 2007 è andato in onda in prima serata su Rai 3. Dal 2019 torna su Rai 2 in estate durante la mattina. L'edizione italiana è stata curata fino alla 26ª stagione dalla Televisione della Svizzera Italiana, quindi dalla Rai.
La serie è durata 300 episodi; l'ultimo è stato trasmesso in prima visione il 22 marzo 2013 da ORF 2, seguita una settimana dopo da ZDF. Nella Svizzera italiana è trasmessa su RSI LA1, in Francia su France 2, in Finlandia da Yle TV2. L'edizione italiana di 199 puntate di questa serie è stata restaurata e rimasterizzata in HD nel corso del 2017 ed è stata riproposta su RSI LA1 e su Rai 2 nel corso dell'estate 2019 fino al giugno 2021.

## Personaggi
A differenza di molti polizieschi, dove i protagonisti fanno parte della polizia, i personaggi di questa serie sono il detective privato Josef Matula (ex poliziotto, di probabile origine boema) e un legale, i quali cercano di risolvere alcuni casi intricati tra le due città dell'Assia. Il primo è stato interpretato fin dall'esordio da Claus Theo Gärtner, mentre quattro attori si sono succeduti nel corso degli anni per impersonare l'avvocato: Günter Strack (avv. Dieter Renz), che andrà in pensione; Rainer Hunold (avv. Rainer Franck), al quale sarà offerto il lavoro di insegnante; Mathias Herrmann (avv. Johannes Voss), il cui personaggio verrà assassinato con un colpo di pistola sulle scale del tribunale; fino all'ultimo interprete Paul Frielinghaus (proc. Markus Lessing), che accompagnerà Gärtner fino all'ultima puntata e che è stato premiato in Italia nel 2002 con il Premio Circeo come attore tedesco più amato in Italia.

## Le autovetture
La serie è ricordata in Italia anche per le autovetture guidate da Josef Matula, il quale, a parte una breve parentesi tra il 1985 e il 1987 in cui ha utilizzato un'Audi 90 B2 2.2 quattro e in qualche episodio una Audi 80 B3 bianca, ha sempre preferito delle Alfa Romeo. Nella prime serie di episodi usava un'Alfa Romeo Giulia Nuova Super bianca, per poi usare nell'ordine, Alfa Romeo Giulietta (1977), Alfa 75, Alfa 155, Alfa 156, Alfa 159.
Anche i coprotagonisti guidavano vetture potenti tutte di nazionalità tedesca, l'avvocato Renz uso’ una Mercedes-Benz /8, poi una Opel Senator 3.0 CD, una Mercedes-Benz Classe S ed un’Audi V8, l’avvocato Frank due BMW Serie 7, l’avvocato Voss una Mercedes-Benz Classe CLK e l’avvocato Lessing una Mercedes-Benz Classe E.

## Episodi
| Stagione                  | Episodi | Prima TV originale | Prima TV Italia |
| ------------------------- | ------- | ------------------ | --------------- |
| Prima stagione            | 5       | 1981               | 1986            |
| Seconda stagione          | 8       | 1982               | 1986            |
| Terza stagione            | 7       | 1983               | 1986            |
| Quarta stagione           | 10      | 1984               | 1986            |
| Quinta stagione           | 7       | 1985               | 1986            |
| Sesta stagione            | 9       | 1986               |                 |
| Settima stagione          | 9       | 1987               |                 |
| Ottava stagione           | 9       | 1988               |                 |
| Nona stagione             | 9       | 1989               |                 |
| Decima stagione           | 10      | 1990               |                 |
| Undicesima stagione       | 10      | 1991               |                 |
| Dodicesima stagione       | 10      | 1992               |                 |
| Tredicesima stagione      | 10      | 1993               |                 |
| Quattordicesima stagione  | 10      | 1994               |                 |
| Quindicesima stagione     | 10      | 1995               |                 |
| Sedicesima stagione       | 10      | 1996               |                 |
| Diciassettesima stagione  | 10      | 1997               |                 |
| Diciottesima stagione     | 11      | 1998               |                 |
| Diciannovesima stagione   | 9       | 1999               |                 |
| Ventesima stagione        | 9       | 2000               |                 |
| Ventunesima stagione      | 11      | 2001               |                 |
| Ventiduesima stagione     | 7       | 2002               |                 |
| Ventitreesima stagione    | 9       | 2003               |                 |
| Ventiquattresima stagione | 11      | 2004               |                 |
| Venticinquesima stagione  | 12      | 2005               |                 |
| Ventiseiesima stagione    | 10      | 2006               |                 |
| Ventisettesima stagione   | 10      | 2007               |                 |
| Ventottesima stagione     | 7       | 2008               |                 |
| Ventinovesima stagione    | 12      | 2009               |                 |
| Trentesima stagione       | 6       | 2010               |                 |
| Trentunesima stagione     | 7       | 2011               | 2013-2014       |
| Trentaduesima stagione    | 10      | 2012               | 2014            |
| Trentatreesima stagione   | 6       | 2013               | 2014            |

## Curiosità
Il primo episodio (Die große Schwester, La sorella maggiore), trasmesso l'11 settembre 1981, ha una durata di 75 minuti.
Il quinto episodio dell'ottava stagione (Caesars Beute, Un difensore per l'avvocato Renz), quello del cambio del protagonista Dieter Renz con Rainer Franck, ha una durata di 90 minuti.
Il sesto episodio della diciassettesima stagione (Das Paar, Collaborazione drammatica), quello del cambio del protagonista Rainer Franck con Johannes Voss, ha una durata di 90 minuti.
Il nono e ultimo episodio della ventesima stagione (Morgen bist du tot, Viaggio senza ritorno), quello del cambio del protagonista Johannes Voss con Markus Lessing, ha la durata standard della serie (60 minuti).
Anche, l'ultimo episodio della ventiduesima stagione (Alpträume, Incubi del passato) e il primo della venticinquesima stagione (Auge um Auge, Le persone più care) hanno una durata di 90 minuti.
La puntata L'ultimo concerto (di Detlef Müller) è dedicata interamente all'attore Volker Lechtenbrink che in quella storia portava in scena il suo successo "Irgendwann...", che dà anche titolo alla versione originale tedesca dell'episodio.
Nel 2017 venne trasmessa, durante il Venerdì Santo in Germania, una puntata speciale unica (spin-off) della durata di 88 minuti intitolata solo Matula, con il medesimo attore sempre nei panni del detective Josef Matula. In tale film si viene a sapere che Markus Lessing, l'ultimo avvocato della serie, è emigrato in Sud America e il loft di Matula si è incendiato, così lui è costretto ad abitare in un camper e ha trovato lavoro come guardia di sicurezza per un grande store, in assenza di incarichi investigativi per conto proprio, che però non tardano ad arrivare e lo condurranno fino al Mare del Nord. In questo film Matula ha come compagno un vecchio cane che già abitava nel camper, e che alla fine del film decide di chiamare Dr. Renz, in onore del suo primo amico avvocato, il Dr. Dieter Renz.
Nel 2018, come l'anno precedente sempre per il Venerdì Santo, venne trasmessa in Germania una puntata unica speciale, della durata sempre di 88 minuti, ancora con solo il detective Matula intitolato: Matula - Der Schatten des Berges (L'ombra della montagna). In questo episodio Matula decide di dirigersi con il suo camper verso l'Italia insieme con il suo compagno cane Dr. Renz ma, in una imprecisata località montana (in realtà l'episodio venne girato in Algovia nella Baviera del sud) sarà costretto a investigare su strane morti.
Nel 2019, di nuovo come i precedenti due anni, venne trasmessa in Germania una puntata unica speciale della durata di 88 minuti, con solo il detective Matula, intitolato: Matula - Tod auf Mallorca (Morte a Maiorca). Questa volta Matula si trova nel Mediterraneo, in assenza di incarichi investigativi, e decide di portare uno yacht a vela dalla Costa Azzurra fino a Maiorca, ma al suo arrivo il cliente non si presenta; il mattino dopo lo trova morto in acqua e decide di investigare.